# 의병의 날
의병의 날은 대한민국 행정안전부 주관으로 의병의 숭고한 희생정신을 기리고 국민의 나라사랑 정신을 고취할 수 있는 행사를 개최하는 대한민국의 기념일로, 매년 6월 1일이다. 2010년 5월에 국가 기념일로 제정되었고. 2011년부터 기념하고 있다.

## 제정 연혁
- 1982년 10월 19일 안호상 의병기념사업회장과 박순천 씨등은 4월 22일을 '의병의 날'로 정해 달라고 국회 등에 청원했다. 이들은 독립기념관 건립 추진과 때맞춰 외세항쟁정신을 국민들에게 심어주기 위해 '의병의 날' 제정이 필요하다면서 임진왜란이 일어났던 1592년 홍의장군 곽재우가 경남 의령에서 의병을 일으켜 항일의병의 효시가 됐던 4월 22일을 '의병의 날'로 정하자고 건의했다.[1]
- 2008년 8월 의령군수 등 1만 5586명이 '호국의병의 날' 기념일 제정을 국회에 청원, 2010년 2월 국회 본회의에서 의결되었다. 임진왜란 시 곽재우가 최초로 의병을 일으킨 1592년 음력 4월 22일을 양력으로 환산해, 호국보훈의 달 첫째 날인 6월 1일로 선정하였다.
- 2010년 5월 25일 '각종 기념일 등에 관한 규정 일부개정령'이 대한민국 관보에 게재, 공포되었다.[2]

## 제정 이유
국가가 위기에 처했을 때 자발적으로 일어난 의병의 역사적 의의를 되새기고, 이들의 애국·애족정신을 국민통합과 국가발전의 원동력으로 삼을 수 있도록 한다고 규정하고 있다.

## 의병의 날 기념축제

### 제1회 행사
2011년 제1회 의병의 날 기념식이 경상남도 의령군에서 개최되었다.

### 제2회 행사
2012년 제2회 의병의 날 기념식이 경상북도 청송군에서 개최되었다.

### 제3회 행사
2013년 제3회 의병의 날 기념식이 경상남도 의령공설운동장에서 개최되었다.

### 제4회 행사
2014년 제4회 의병의 날 기념식이 대구 망우당공원·경북 항일의병기념공원 등에서 개최되었다.

## 같이 보기
- 곽재우
- 의병
- 의령 의병박물관